# Astrocystis rachidis
Astrocystis rachidis är en svampart som först beskrevs av Narcisse Theophile Patouillard, och fick sitt nu gällande namn av K.D. Hyde & J. Fröhl. 2000. Astrocystis rachidis ingår i släktet Astrocystis och familjen kolkärnsvampar.   Inga underarter finns listade i Catalogue of Life.